# Самсен

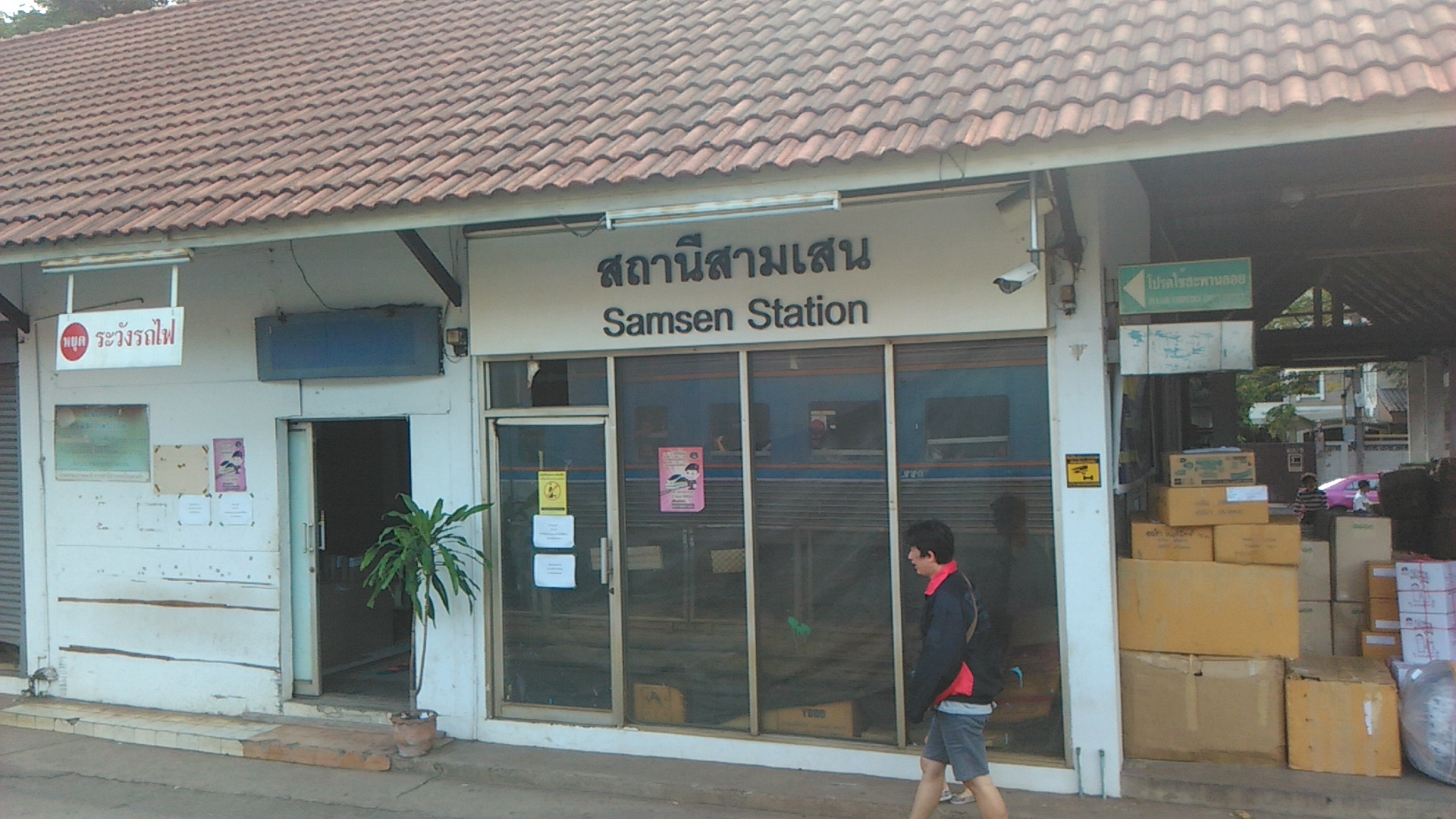
Станция Самсен

Самсен (тайск. สามเสน) — железнодорожная станция на главной линии, расположенная в районе Пхаятхай, Бангкок. Управляется компанией «Государственные железные дороги Таиланда».

## Общие сведения
Станция была открыта 26 марта 1897 года, вместе с открытием первой железнодорожной линии Таиланда Хуалампхонг — Аюттхая.
Станции Самсен присвоена 1 классность, на станции ежедневно останавливаются до 86 поездов, а её услугами ежедневно пользуются 3000 — 5000 человек.
Установленный километраж — 4,8 км от станции Хуалампхонг.